# JV Lideral Futebol Clube
JV Lideral Futebol Clube é um clube brasileiro de futebol da cidade de Imperatriz, no estado do Maranhão. Surgiu como clube profissional no ano de 2008, quando disputou a segunda divisão do Campeonato Maranhense e foi o vice-campeão, perdendo o título para o IAPE. Antes, a equipe disputava apenas o Campeonato Imperatrizense de Futebol Amador. Conquistou seu primeiro título em 2009, quando venceu o Campeonato Maranhense de Futebol.
JV significa João Vicente, e são as duas iniciais do nome do filho do presidente e dono do clube, Walter Lira. Suas cores são o amarelo, vermelho e branco. O escudo é inspirado no do Barcelona, e o mascote é um trator — a empresa Empreendimentos Lideral (e que empresta a razão social ao nome do clube, além de também pertencer ao presidente), que banca o time, é do ramo de terraplenagem.[carece de fontes?]

## História
O JV Lideral, fundado no dia 30 de abril de 1994 na cidade de Imperatriz, a segunda mais populosa do Maranhão, e que era conhecido carinhosamente como Trator do Camaçari, nasceu como um clube amador, porém com a missão de ser um clube de futebol profissional, revelando jogadores para o mercado do futebol brasileiro e mundial. Muito mais que isso, ser uma forma de entretenimento a população da cidade e da região Tocantina, atingindo também todo Estado do Maranhão, Pará e Tocantins, tendo hoje como seu Presidente e Proprietário o empresário Walter dos Santos Lira.[carece de fontes?]

## Estrutura
O Centro de Treinamento do JV Lideral está situado a 8 km do centro da cidade de Imperatriz-MA, a 10 minutos do aeroporto local. Possui uma área de 19,8 ha, e é composta por 2 campos de futebol, uma quadra de areia para fortalecimento dos atletas, alojamento para 40 atletas, vestiários, refeitório, área de lazer e jogos, um centro de recuperação intensivo com todos equipamentos de fisioterapia de última geração, 1 ônibus de viagem para longas distancias, 1 micro ônibus para pequenas distâncias. Para o ano de 2009 iniciaremos a construção de mais 3 campos de futebol, academia completa, construção dos escritórios do clube e ampliação dos alojamentos para as categorias de base.[carece de fontes?]

## Copa do Brasil 2010
O JV Lideral estreou em competições nacionais enfrentando a Ponte Preta pela Copa do Brasil 2010, no Estádio Panelão, a partida acabou empatada em 0 a 0. No jogo de volta, realizado em Campinas, no Estádio Moisés Lucarelli, a equipe acabou derrotada por 4 a 0, sendo eliminada da competição.

## A desistência e a volta em 2012
Antes do inicio do Campeonato Maranhense de 2011, o presidente do Lideral, Walter Lira, anunciou que a equipe estava abandonando a disputa da competição, encerrando prematuramente uma trajetória de 16 anos. Em 2012, o clube retorna às atividades participando do Campeonato Maranhense da Segunda Divisão, ficando em terceiro lugar.

## Títulos
| Estaduais  | Estaduais                         | Estaduais | Estaduais   |
|            | Competição                        | Títulos   | Temporadas  |
| ---------- | --------------------------------- | --------- | ----------- |
|            | Campeonato Maranhense             | 1         | 2009        |
| Municipais |                                   |           |             |
|            | Competição                        | Títulos   | Temporadas  |
|            | Campeonato Imperatrizense         | 2         | 2004 e 2010 |
|            | Campeonato Imperatrizense Série B | 1         | 2003        |

### Outras conquistas
- Vice-Campeonato Maranhense - Segunda Divisão: 2008
- Campeonato Maranhense 1º Turno - Copa União de Futebol 2010

### Destaque
- Terceiro lugar - Segunda Divisão: 2012

## Participações em competições nacionais
- Campeonato Brasileiro Série D: 2010
- Copa do Brasil: 2010

## Desempenho em competições

### Campeonato Maranhense - 1ª divisão
| Ano  | Posição                       |
| 2009 | (recém promovido) e (campeão) |
| 2010 | (desistiu) e (rebaixado)      |

### Campeonato Maranhense - 2ª divisão
| Ano  | Posição                    |
| 2008 | (vice-campeão e promovido) |
| 2012 | (terceiro lugar)           |
| 2013 | (Quarto lugar)             |

### Taça Cidade de São Luís
| Ano  | Posição |
| 2009 | 4º      |

### Copa do Brasil
| Ano  | Posição |
| 2010 | 46º     |